# Font d'Ou
La Font d'Ou és una font del poble de Toralla, de l'antic terme de Toralla i Serradell, pertanyent a l'actual municipi de Conca de Dalt, al Pallars Jussà.
Està situada a 895 m d'altitud, al sud del poble de Toralla, a ponent de la Cabana de la Font d'Ou, al sud-est de Figuerols i al sud-oest del Seix Curt, al nord-oest de la partida del mateix nom de la font.